# Auguste Franchot
Auguste Franchot (1846-1927) était un historien français.
Histoire de Choisy-le-Roi (1926) comprend : Volume I, Des origines à la Révolution ; Volume II, De la Révolution à 1912.